# Provincia de Chiloé

Provincia de Chiloé

Provincia de Chiloé är en provins i regionen Los Lagos som består av ön Chiloé och en mängd små öar.
Provinsen har 10 kommuner:

- Ancud
- Castro
- Chonchi
- Curaco de Velez
- Dalcahue
- Puqueldon
- Queilen
- Quellón
- Quemchi
- Quinchao